# Príamo Tejeda
Príamo Pericles Tejeda Rosario (Santo Domingo, 20 de abril de 1934-Santo Domingo, 17 de mayo de 2024) fue un obispo católico dominicano.

## Biografía
Nació en Santo Domingo el 20 de abril de 1934. Fue ordenado presbítero el 11 de mayo de 1966 por Mons. Octavio Antonio Beras Rojas en la catedral Primada de América.

## Episcopado

### Obispo Auxiliar de Santo Domingo
El 10 de mayo de 1975 fue nombrado por el papa Pablo VI como obispo auxiliar de Santo Domingo y titular de Gilba.

### Obispo de Baní
El 8 de noviembre de 1986 el papa Juan Pablo II creó la diócesis de Baní mediante la bula Spiritali Christifidelium, y lo nombró como su primer obispo. 
En su gobierno pastoral, fundó el Monasterio de las Carmelitas Descalzas de Baní, los Hermanos Diocesanos de la Evangelización y el Centro Materno Infantil Dr. Rafael A. Miranda, frente al hospital Luis E. Aybar en la ciudad de Santo Domingo.

### Renuncia
El 13 de diciembre de 1997, el papa Juan Pablo II le aceptó su renuncia al gobierno de la diócesis por motivos de salud. Se trasladó a la Florida, Estados Unidos, en la diócesis de Venice, donde reside actualmente.

## Controversia
En 2007 fue acusado de abuso sexual por un hombre cubano de 42 años.

## Etapa final
Vivió sus últimos años, retirado en el Palacio Arzobispal de Santo Domingo. Allí murió el 17 de mayo de 2024.